# Trichosirius cavatocarinatus
Trichosirius cavatocarinatus is een slakkensoort uit de familie van de Capulidae. De wetenschappelijke naam van de soort is voor het eerst geldig gepubliceerd in 1940 door Laws.